# 帕斯塔尔
帕斯塔尔（Pasthal），是印度马哈拉施特拉邦Thane县的一个城镇。总人口16185（2001年）。

## 人口
该地2001年总人口16185人，其中男性8628人，女性7557人；0—6岁人口2157人，其中男1054人，女1103人；识字率82.50%，其中男性为85.50%，女性为79.07%。